# Albrecht Rodenbach
Pour les articles homonymes, voir Rodenbach.
Albrecht Rodenbach (né le 27 octobre 1856 à Roulers et mort dans la même ville le 23 juin 1880) est un écrivain et poète belge d'expression néerlandaise de la seconde moitié du XIXe siècle, cousin de l'écrivain Georges Rodenbach.

## Vie
Albrecht, alias Berten, Rodenbach fut l’aîné de 10 enfants, nés entre 1856 et 1872. Son père Julius Rodenbach (1824-1915), comme son oncle Alexandre Rodenbach (fondateur de la brasserie Rodenbach), est issu d’une famille noble allemande (originaire d’Andernach sur le Rhin), établi à Roulers depuis 1749. Sa mère, Silvia de la Houttre (1834-1899), francophone née à Tournai, apprit le néerlandais lorsqu'elle est venue vivre à Roulers à l’âge de sept ans. Berten était un cousin de l’écrivain Georges Rodenbach, entre autres l’auteur de Bruges-la-Morte.
Son oncle Pierre Rodenbach servit successivement sous Napoléon Ier dans la campagne contre les Russes, puis contre Napoléon avec les troupes de Guillaume d'Orange pour ensuite participer au « soulèvement » contre la Hollande « occupante ». Ses oncles Constantijn et Alexander Rodenbach figurent parmi les premiers élus du Congrès national en 1830.
Hugo Verriest fut, comme E.H. Flamen, un des enseignants du petit séminaire, le « Klein Seminarie », à Roulers. Rodenbach écrivit de la poésie, de la prose et des œuvres dramatiques. Il propagea la conscience flamande un peu partout en Flandre et fonda un grand nombre d’associations estudiantines et de sociétés d’art dramatique. 
Il fut élevé en tant que catholique dans l’esprit du catholicisme ultramontain. Comme beaucoup d’autres jeunes gens de son époque, il rejoignit également le régiment des zouaves - n’ayant pourtant jamais été impliqué dans quelque combat - afin de défendre les états pontificaux, menacé par Giuseppe Garibaldi.
Rodenbach alla étudier le droit à l’Université catholique de Louvain, en 1876 (en français), et c’est à partir de ce moment qu’il commença, avec un autre jeune poète, Pol de Mont, à promouvoir les idéaux d’une nouvelle prise de conscience flamande auprès des étudiants. Il s’opposa en particulier à l’emploi du français dans l’enseignement alors que la langue de la population civile était le flamand. Il se plaignit du fait qu’il maîtrisait le français mieux que le flamand. À ses yeux, il fallait parler le flamand en Flandre : seule la langue vulgaire est d’importance et non le « hollandais » des « arrogants » hollandais qui - toujours selon Rodenbach - détruisirent la langue flamande (« hollandsche pedanten die onze tale vermooscht hebben »). Pourtant, cette prise de conscience flamande ne fut pas plus qu’un particularisme linguistique de la Flandre-Occidentale. Selon lui, les patois flamands furent le miroir du caractère noble et pur des Flamands et, dès lors, plus aptes à servir la résurrection du peuple flamand. De surcroît, comme le « hollandais » fut la langue des protestants du Nord, en tant que fervent catholique Rodenbach, ne put l’accepter.
Dans les dernières années de sa vie, alléché par le confort des cénacles salonards francophones et libéraux, Rodenbach prit ses distances avec la ferveur révolutionnaire flamande.
Rodenbach mourut de tuberculose à Roulers, le 23 juin 1880 à l’âge de 23 ans.
De nombreuses générations de Flamands voyaient en lui le poète flamand par excellence. Cette image fut par la suite abusée par le prêtre Cyriel Verschaeve dans un discours de 1941 dans lequel il assimila l’engagement militaire pour l’Allemagne nazie avec la combativité de Rodenbach.

## Rodenbach comme dirigeant estudiantin

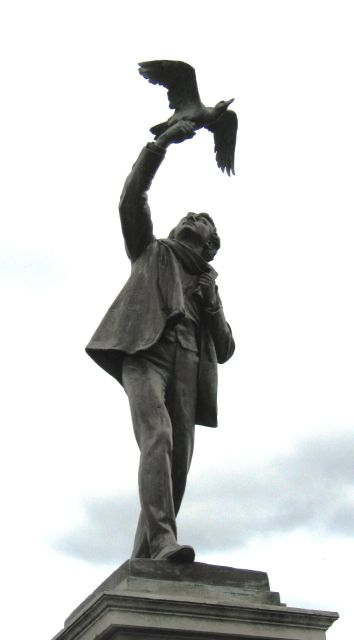
Statue d'Albrecht Rodenbach, par Jules Lagae, à Roulers, place Saint-Amand

Albrecht Rodenbach alla à l’école du Petit séminaire (« Klein Seminarie ») de Roulers. C’est là qu’il fut inspiré, comme ses camarades, par quelques « prêtres-enseignants », dont le plus significatif fut Hugo Verriest, ancien élève de Guido Gezelle. Le plaidoyer de Verriest pour un mouvement flamand catholique attira Rodenbach et ses collègues étudiants.
Sous l’influence d’un roman de Conscience, « Kerels van Vlaanderen », les élèves de Roulers devinrent fascinés par le romantisme de ces « gars de Flandre». Les « Kerels » furent des paysans affranchis qui luttèrent contre les méprisables Ingrekin, mais qui finalement tirèrent la paille la plus courte. Rodenbach les glorifia dans ses chansons sur les « Kerels » en 1875. Le slogan « Vliegt de Blauwvoet! Storm op zee! » provient de là, d’où le nom de « blauwvoeterij » pour ce mouvement. Mais ceci est fondé sur une erreur d’interprétation. Ce que Rodenbach n’a pas su, c’est que Conscience a fondé son récit sur l’« Histoire de Flandres », une étude en six volumes par l’historien et homme politique catholique et flamingant de la ville d’Eeklo, le Baron Joseph Kervyn de Lettenhove (1817-1891), publiée entre 1847 et 1850. Il y raconte la querelle authentique entre les familles Blauvoet et Ingrekin de Furnes au XIIe siècle. Il ne s’agit ici donc pas de notions romantiques comme les actes héroïques, la lutte acharnée ou les armes de feu. Néanmoins, nombreux furent ceux qui postérieurement crurent que le mot « blauwvoet » (littéralement « pied bleu ») faisait référence au nom symbolique du fou de Bassan (« jan-van-gent » en néerlandais) ; un oiseau qu’on ne voit voler que lors des tempêtes de mer. C’est pour cela que sur sa statue de bronze à Roulers par le sculpteur Jules Lagae, la main d’Albrecht Rodenbach tient un grand oiseau.
Ce flamingantisme de la part des étudiants ne fut guère apprécié par les autorités ecclésiastiques et mena vite à un conflit entre, d’une part, les étudiants dirigés par Albrecht Rodenbach et Julius De Vos, et, d’autre part, la direction de l’école ; l’histoire s’en souviendra comme de la grande querelle, « De Groote Storinghe ».
Entre-temps, les anciens élèves de Roulers, Amaat Vyncke et Zeger Malfait, commencèrent à publier une revue, « De Vlaamsche Vlagge », prêchant contre le libéralisme tout en prenant la défense de la langue vulgaire. Ce périodique peut être considéré comme le premier pas vers un mouvement estudiantin coordonné et devint le porte-parole d’un mouvement qui prit racine dans toute la Flandre. En effet, la rédaction reçut également des lettres provenant d’élèves d’autres diocèses. C’est de ces contacts que se développa l’idée de coordonner le mouvement estudiantin. L’association générale estudiantine, l’« Algemene Studentenbond », fut fondée en 1877. Ses fondateurs et dirigeants furent Albrecht Rodenbach, Pol De Mont du Petit Séminaire de Malines et Amaat Joos du Petit Séminaire de Saint-Nicolas. Rodenbach fut élu président général et, dès lors, sera à l’avant-poste pour devenir le grand inspirateur du mouvement coordonné estudiantin. Il établit les grandes lignes que le mouvement estudiantin catholique continuera à suivre encore bien après lui. Il propagea une conscience de soi flamande avec un brin de romantisme. Au centre de celle-ci, le message de Gezelle et Verriest : « Wees Vlaming dien God Vlaming schiep », soyez les Flamands que Dieu a créés comme tels. Les étudiants durent être façonnés de sorte qu’ils deviennent des Flamands authentiques - et donc catholiques - qui assumeraient leur responsabilité dans la lutte flamande.
Avec Pol de Mont, il fonda en 1877 la revue littéraire « Het Pennoen ». En 1880, ils rompirent leur coopération et Rodenbach publia alors le seul numéro de sa nouvelle revue littéraire « Nieuwe Pennoen ».
L’opposition des autorités ecclésiastiques, les divergences d’opinion (y compris avec Pol de Mont) et les divisions provinciales (Rodenbach étant un partisan du particularisme linguistique de la Flandre-Occidentale) ont cependant accéléré le déclin de la première structure globalisante. La mort prématurée de Rodenbach en 1880 apporta le coup fatal. Cette mort prématurée fut entre autres à l’origine de la transformation en mythe du garçon miraculeux (« wonderknape ») que fut Rodenbach ; une personnalité à l’allure mythique et à laquelle d’autres ont pu faire référence par la suite.
Plus tard, l’« Algemeen Katholiek Vlaams Studentenverbond » (l’Association générale des étudiants catholiques flamands) revendiquera l’héritage de Rodenbach, demeurant aussi une source d’inspiration pour la « Katholieke Studenten Actie » (Action catholique estudiantine) qui commémora son centième anniversaire en 1956, dans l’année Rodenbach, en adoptant une nouvelle ceinture ornée d’un « blauwvoet », encore en usage.

## Divers
- Jef Nys a fait une bande dessinée sur la vie de Rodenbach.
- En 2005, Rodenbach termina comme le n° 148 dans la version flamande de Les plus grands Belges, De Grootste Belg.